# Birján
Birján is een plaats (község) en gemeente in het Hongaarse comitaat Baranya. Birján telt 444 inwoners (2001).